# Elliot
För andra betydelser, se Elliot (olika betydelser).
Elliot även skrivet Elliott, Eliot och Eliott, är ett efternamn som främst finns i engelskspråkiga länder. Stavningen Eliott används av en skotsk klan, som i många fall är namnets ursprung.
Namnet bärs emellertid också av svenska släkter av judisk börd och utan brittisk anknytning. Den 31 december 2013 var följande antal personer bosatta i Sverige med stavningsvarianterna
- Elliot 206
- Elliott 88
- Ellioth 3
- Eliot 2

Tillsammans blir detta 299 personer.

## Personer med efternamnet Elliot eller med varianter av detta namn

### A
- Abby Elliott (född 1987), amerikansk skådespelare
- Adam Elliot (född 1972), australiensisk regissör, manusförfattare och animatör
- Anders Oscar Elliot (1840–1931), svensk ämbetsman, polismästare i Göteborg

### B
- Bill Elliott (född 1955), amerikansk racerförare
- Brian Elliott (född 1985), kanadensisk ishockeymålvakt

### C
- Carl-Otto Elliot (1875–1956), svensk tecknare och köpman
- Cass Elliot (1941–1974), amerikansk sångerska
- Charles Elliot (1801–1875), brittisk amiral
- Charles William Eliot (1834–1926), amerikansk pedagog
- Charlotte Elliott (1789–1871), engelsk författare
- Chase Elliott (född 1995), amerikansk racerförare
- Chaucer Elliott (1878–1913), kanadensisk idrottsman, tränare och ishockeydomare
- Chris Elliott (född 1960), amerikansk komiker och skådespelare

### D
- Daniel Giraud Elliot (1835–1915), amerikansk zoolog
- David Elliott (född 1949), brittisk museiman
- David James Elliott (född 1960), kanadensisk skådespelare
- Denholm Elliott (1922–1992), brittisk skådespelare
- Dennis Elliott (född 1950), brittisk trumslagare
- Don Elliott (1926–1984), amerikansk jazztrumpetare

### E
- Ebenezer Elliott (1781–1849), brittisk poet
- Erik Elliot (1844–1927), svensk jurist, justitiekansler och hovrättspresident
- Ezekiel Elliott (född 1995), amerikansk spelare av amerikansk fotboll

### G
- George Eliot (1819–1880), brittisk författare, pseudonym för Mary Anne Evans
- George Elliot (amiral) (1784–1863), brittisk amiral
- George Augustus Eliott, 1:e baron Heathfield (1717–1790), brittisk militär
- Grace Elliott (1754–1823), skotsk prostituerad

### H
- Hampus Elliot (1835–1905), svensk militär
- Hans Elliot (1881–1932), svensk väg- och vattenbyggnads ingenjör
- Helen Elliot (1927–2013), skotsk bordtennisspelare
- Henry George Elliot (1817–1907), brittisk diplomat
- Henry Miers Elliot (1808–1853), anglo-indisk tjänsteman och historieskrivare
- Herb Elliott född 1938), australiensisk friidrottare, medeldistanslöpare
- Holger Elliot (1887–1972), svensk hovrättspresident
- Hugh Elliot (1752–1830), brittisk diplomat
- Hugo Elliot (1870–1953), svensk ämbetsman

### I
- Isac Elliot (född 2000), finländsk popsångare, låtskrivare och skådespelare

### J
- Jacob Elliot (1808–1881), svensk grosshandlare och politiker
- James L. Elliot (1943–2011), amerikansk astronom
- Jane Elliot (född 1947), amerikansk skådespelare
- Jane Elliott (född 1933), amerikansk lärare, föreläsare och antirasismaktivist
- Jan Erik Elliot (1922–2013), svensk jurist
- Jean Elliot (1727–1805), skotsk författare
- Joe Elliott (född 1959), brittisk sångare
- John Eliot, flera personer
  - John Elliott  (1773–1827), amerikansk politiker, demokrat-republikan, senator för Georgia
  - John Elliott (boxare) (1901–1945), brittisk boxare
  - John Eliot (meteorolog) (1839–1908), brittisk meteorolog och matematiker
  - John Eliot (missionär) (c. 1604–1690), engelsk puritanskminister och missionär
  - John Eliot (sjöofficer), (död 1769), brittisk sjöofficer och guvernör i West Florida
  - John Eliot (statsman) (1592–1632), engelsk politiker
  - John Eliot, 1:e earl av St Germans (1761–1823), brittisk politiker
- Joseph Elliot (1799–1855), svensk läkare

### K
- Katia Elliott (född 1970), svensk journalist
- Knut Elliot (1897–1970), svensk jurist

### L
- Laurie Elliott (född 1971), kanadensisk komiker

### M
- Missy Elliott (född 1971), amerikansk sångerska, textförfattare och musikproducent

### N
- Ninni Elliot (1918–2014), svensk talpedagog, skådespelare och sångerska

### P
- Peter Elliott (född 1962), brittisk friidrottare, medeldistanslöpare

### R
- Ramblin' Jack Elliott (född 1931), amerikansk folksångare och gitarrist
- Rob Elliot (född 1986), irländsk fotbollsmålvakt

### S
- Sam Elliott (född 1944), amerikansk skådespelare
- Simon Elliott (född 1974), nyzeeländsk fotbollsspelare
- Stefan Elliott (född 1991), kanadensisk ishockeyspelare
- Stellan Elliot (1890–1959), svensk sjömilitär
- Sten Elliot (1925–2022), svensk seglare
- Stephen Elliott (fotbollsspelare) (född 1984), irländsk fotbollsspelare
- Stina Elliot (1884–1946), svensk målare

### T
- T.S. Eliot (1888–1965), amerikansk-brittisk författare, poet och litteraturkritiker
- Tim Elliott (född 1986), amerikansk MMA-utövare